# Chip Johannessen
George F. Johannessen, noto come Chip Johannessen (Detroit, 16 novembre 1955), è uno sceneggiatore e produttore televisivo statunitense.

## Biografia
Nato e cresciuto a Detroit, si è laureato con lode presso l'Università di Harvard, dove ha scritto per la rivista Harvard Lampoon e ha ricevuto un juris doctor presso la UCLA School of Law. In seguito ha intrapreso una carriera di breve durata come chitarrista rock prima di rivolgere la sua attenzione alla scrittura.
Johannessen ha iniziato la sua carriera di sceneggiatore televisivo con un episodio di Sposati... con figli nel 1991. Dal 1992 al 1995 ha lavorato come sceneggiatore e co-produttore della serie televisiva Beverly Hills 90210. In seguito si è unito al team di sceneggiatori per la serie televisiva Millennium di Chris Carter. In Millennium ha lavorato come sceneggiatore e co-produttore per la prima stagione nel 1996, per poi essere promosso al ruolo di produttore esecutivo dalla terza stagione. Nel 2000 ha scritto un episodio per un'altra serie di Carter X-Files. Nel 2000 ha scritto la sceneggiatura del film Il corvo 3 - Salvation, diretto da Bharat Nalluri.
Negli anni successivi ha lavorato per serie televisive come Dark Angel, Surface - Mistero dagli abissi, Moonlight e per la miniserie Empire.
Nel 2001 aveva scritto un episodio per la serie televisiva d'azione 24, nel 2009 torna a lavorare per la serie nel ruolo di produttore consulente e sceneggiatore per la fine della settima stagione. È diventato un co-produttore esecutivo per l'ottava stagione ed è stato promosso a produttore esecutivo per gli episodi finali della serie nel 2010.
Nel 2010 ha sostituito Clyde Phillips come produttore esecutivo e showrunner per la quinta stagione della serie televisiva di Showtime Dexter. Johannessen ha lasciato la serie dopo la quinta stagione ed è stato sostituito come showrunner dal produttore esecutivo Scott Buck. Johannessen ha continuato a lavorare per Showtime come produttore per la serie drammatica Homeland - Caccia alla spia, sviluppata da Alex Gansa e Howard Gordon. In Homeland - Caccia alla spia ha avuto il ruolo di co-produttore nella prima stagione, è stato poi promosso a produttore esecutivo dalla seconda stagione.